# Мост Джурджевича
Мост Джурджевича — железобетонный арочный мост через реку Тара в северной части Черногории. Расположен на перекрёстке путей между городами Мойковац, Жабляк и Плевля. Своё название мост Джурджевича получил от имени владельца фермы, которая расположена рядом.

## История
Мост Джурджевича спроектировал Мият Троянович (Mijat Trojanović). Он был построен между 1937 и 1940 годами в Королевстве Югославия. Главный инженер проекта — Исаак Руссо.
5-арочный мост имеет длину 365 м, длина самого большого пролета — 116 м. Высота проезжей части моста над уровнем реки — 172 м. На момент завершения строительства это был самый большой автомобильный бетонный арочный мост в Европе.

### Вторая мировая война
Большая часть Черногории, в том числе каньон реки Тара, попала под итальянскую оккупацию после немецкого вторжения в Югославию в апреле 1941 года. Гористая местность данного района способствовала ведению партизанской войны. Итальянские войска использовали четников для получения контроля над мостом во время совместного наступления в 1942 году.
Югославские партизаны в 1942 году с помощью одного из инженеров строительства моста — Лазаря Яуковича — взорвали крайнюю арку, причём сохранили остальные пролеты. Взрыв самого длинного пролета уничтожил единственный переход каньона реки Тара в данной местности, что привело к остановке наступления итальянских войск в эту часть Черногории. Лазарь Яукович был схвачен и расстрелян. Памятник инженеру стоит у въезда на мост.
Эти события были изображены в югославском фильме 1969 года «Мост» и британском фильме «Ураган с Навароне».

### Сегодняшний день
Мост был восстановлен в 1946 году. Для всех желающих на мосту Джурджевича оборудован кемпинг с автостоянкой, магазином, хостелом и автозаправкой. От моста Джурджевича можно отправиться в рафтинг. На мосту работают 3 зип-лайна.